# 錫達 (印地安納州)
錫達（英語：Cedar）是位於美國印地安納州迪卡爾布縣的一個非建制地區。該地的面積和人口皆未知。

## 地理
錫達的座標為41°18′46″N 85°09′22″W / 41.31278°N 85.15611°W，而該地的平均海拔高度為264米（即866英尺）。